# طبقات المفسرين للأدنه وي
طبقات المفسرين للأدنه وي  أحد كتب تراجم المفسرين، ألفه أحمد بن محمد الأدنه وي أحد علماء القرن الحادي عشر الهجري. قسم الأدنه وي كتابه إلى فصول كل فصل خصصه بتراجم المفسرين خلال مئة سنة، وهكذا حتى أواخر القرن الحادي عشر الهجري، يقول المؤلف في مقدمة كتابه:
| طبقات المفسرين للأدنه وي | فهذا المجموع فيه طبقات المفسرين من أصحاب رسول الله، ثم المفسرين من التابعين، ثم من سائر الأئمة المفسرين على ترتيبهم رحمهم الله تعالى، وفي هذا إذ لم يوجد من اعتنى بأفرادهم كما اعتنى بأفراد المحدثين والفقهاء والنحاة وغيرهم. وما نقل في هذه الطبقات كا مأخوذًا من: تاريخ ابن خلكان وتريخ الحرمين وتاريخ القدس، وطبقات الكتائب للكفوري، وتاريخ قطلوبغا والجواهر المضيئة في طبقات الحنفية، ومن مختصر طبقات المفسرين للبيضاوي، وطبقات الإمام السبكي، وموضوعات العلوم لطاش كبري زاده، ومحاظرات الإمام السيوطي، ونفحات الأنس للمولى الجامي، وتاريخ مرآة الجنان للإمام اليافعي، وطبقات الشعراوي، والكواكب الدرية للمناوي، وتاريخ الإسلام وفضائل الشام، وتاريخ المدينة للسخاوي، ومن أسامي الكتب للمولى كاتب جبلي، ومن الشقائق النعمانية ومن ذيله | طبقات المفسرين للأدنه وي |

## وصلات خارجية
- تحميل طبقات المفسرين للأدنه وي المكتبة الوقفية
- تحميل طبقات المفسرين للأدنه وي المكتبة الشاملة